# Margattea
Margattea es un género de cucarachas de la familia Ectobiidae.

## Especies
- Margattea albovittata Hanitsch, 1929
- Margattea anceps (Krauss, 1902)
- Margattea angusta Wang, Li, Wang & Che, 2014
- Margattea argentea Hanitsch, 1928
- Margattea baluensis (Hanitsch, 1933)
- Margattea beauvoisii (Walker, 1868)
- Margattea bicruris He & Wang, 2021
- Margattea bipunctata (Hanitsch, 1933)
- Margattea bisignata Bey-Bienko, 1970
- Margattea brevialata (Caudell, 1927)
- Margattea buitenzorgensis Caudell, 1927
- Margattea carinata Princis, 1963
- Margattea caudata He & Wang, 2021
- Margattea centralis (Gerstaecker, 1883)
- Margattea ceylanica (Saussure, 1868)
- Margattea contingens (Walker, 1868)
- Margattea crucifera (Hanitsch, 1925)
- Margattea cuspidata He & Wang, 2021
- Margattea deltodonta He & Wang, 2021
- Margattea diacantha (Hebard, 1929)
- Margattea dimorpha Princis, 1963
- Margattea disparilis He & Wang, 2021
- Margattea elongata Kumar, 1975
- Margattea flexa Wang, Li, Wang & Che, 2014
- Margattea frontefasciata (Werner, 1913)
- Margattea gemmata (Hanitsch, 1933)
- Margattea gulliveri Hanitsch, 1928
- Margattea gyldenstolpei (Hanitsch, 1933)
- Margattea hemiptera Bey-Bienko, 1958
- Margattea importata Bey-Bienko, 1964
- Margattea lateralis Princis, 1963
- Margattea limbata Bey-Bienko, 1954
- Margattea longealata (Brunner von Wattenwyl, 1898)
- Margattea luteomaculata (Hanitsch, 1925)
- Margattea maculata Hanitsch, 1928
- Margattea microptera (Hanitsch, 1925)
- Margattea molesta (Brunner von Wattenwyl, 1898)
- Margattea nana (Saussure, 1869)
- Margattea nebulosa (Shelford, 1907)
- Margattea nimbata (Shelford, 1907)
- Margattea obtusifrons (Walker, 1868)
- Margattea ogatai (Asahina, 1979)
- Margattea overbecki (Hanitsch, 1930)
- Margattea paraceylanica Roth, 1989
- Margattea paratransversa He & Wang, 2021
- Margattea perspicillaris (Karny, 1915)
- Margattea philippinensis (Roth, 1990)
- Margattea phryne (Shelford, 1909)
- Margattea pseudolimbata Wang, Li, Wang & Che, 2014
- Margattea punctulata (Brunner von Wattenwyl, 1893)
- Margattea rectangularis Hanitsch, 1932
- Margattea remota (Hebard, 1933)
- Margattea satsumana (Asahina, 1979)
- Margattea sinclairi Hanitsch, 1928
- Margattea spinifera Bey-Bienko, 1958
- Margattea spinosa Wang, Li, Wang & Che, 2014
- Margattea transversa He & Wang, 2021
- Margattea variegata (Brunner von Wattenwyl, 1898)
- Margattea vermiculata Hanitsch, 1928